# 李文郎
李文郎，中華民國（台灣）旅居美國俄亥俄州僑民，曾代表中國國民黨以僑選身份當選為第三屆立法委員。